# 岩石州立公园
岩石州立公园（英語：Rocks State Park，最初时名为鹿河州立公园，Deer Creek State Park）是一个坐落在哈福德县Pylesville附近鹿河流域的马里兰州州立公园。公园位于24号和165号马里兰州州道交界处的附近，靠近梅森-迪克森線，离巴尔的摩约一小时车程。
公园在鹿河流域有三个不连续的部分。公园最大的部分，也是公园总部所在地，位于岩石山脊，而国王和王后的座位的岩层也位於此處。